# Letters from the Past
Letters from the Past (originaltitel: Geleceğe Mektuplar) är en turkisk dramaserie som hade premiär på Netflix den 23 juli 2025. Serien är skapad av Rana Denizer.

## Handling
När en ung kvinna upptäcker en hemlighet om sin bakgrund börjar hon leta efter författarna till en bunt brev för att hitta sanningen.

## Rollista (i urval)
- Günes Sensoy
- Ipek Türktan